# لويس نونيز (لاعب كرة قدم باراغواياني)
لويس نونيز (بالإسبانية: Luis Núñez) (3 مايو 1980 بسان لورينزو في باراغواي - ) هو مدرب كرة قدم ولاعب كرة قدم باراغواياني في مركز الوسط. شارك مع منتخب باراغواي لكرة القدم. أما مع النوادي، فقد لعب مع ذي سترونغيست وسبورتيفو لوكوينو ونادي 12 أكتوبر لكرة القدم وTacuary ‏ ونادي غواراني (نادي كرة قدم).

## مسيرته الكروية
لعب لويس نونيز خلال مسيرته الاحترافية مع 5 أندية في أربعة عشر موسمًا وسجل خلالها 12 هدفًا ضمن 288 مباراة. ولم يفز بأي موسم بالكأس أو بالدوري.
خاض لويس نونيز مسيرته مع نادي سبورتيفو لوكوينو في موسم 2000 في المرة الأولى ليلعب معه سبعة مواسم ثم في موسم 2007 واستمر معه طيلة ثلاثة مواسم، مشاركًا طوالها في 233 مباراة سجل خلالها 10 أهداف. ثم انتقل إلى نادي ذي سترونغيست ما بين عامي 2006 و2007 لمدة موسم واحد، حيث شارك في 7 مباريات ولم يسجل أي هدف. لينتقل بعدها إلى نادي غواراني ما بين عامي 2009 و2010 لمدة موسم واحد، مشاركًا في 27 مباراة ولم يسجل أي هدف أيضًا. ثم انتقل إلى Tacuary ‏ ما بين عامي 2010 و2011 لمدة موسم واحد، مشاركًا في 8 مباريات ولم يسجل أي هدف أيضًا.

## وصلات خارجية
- لويس نونيز على موقع إي إس بي إن إف سي (الإنجليزية)
- لويس نونيز على موقع قاعدة بيانات كرة القدم.إي يو (الإنجليزية)
- لويس نونيز على موقع ناشيونال فوتبول تيمز (الإنجليزية)